# Tassanai Laksanangam
Tassanai Laksanangam (thailändisch ทัศไนย ลักษณะงาม, * 4. April 2003) ist ein thailändischer Fußballspieler.

## Karriere
Tassanai Laksanangam steht seit 2021 beim Lampang FC unter Vertrag. Der Verein aus Lampang spielt in der zweiten thailändischen Liga, der Thai League 2. Sein Pflichtspieldebüt gab Tassanai Laksanangam am 24. November 2021 in der zweiten Runde des FA Cup gegen den Nonthaburi United S.Boonmeerit FC. Sein Zweitligadebüt gab er am 26. Februar 2022 (25. Spieltag) im Auswärtsspiel gegen den Ayutthaya United FC. Hier stand er in der Startelf und wurde nach der Halbzeitpause gegen Jakkrit Songma ausgewechselt. Das Spiel endete 1:1.